# Kunstnernes Hus

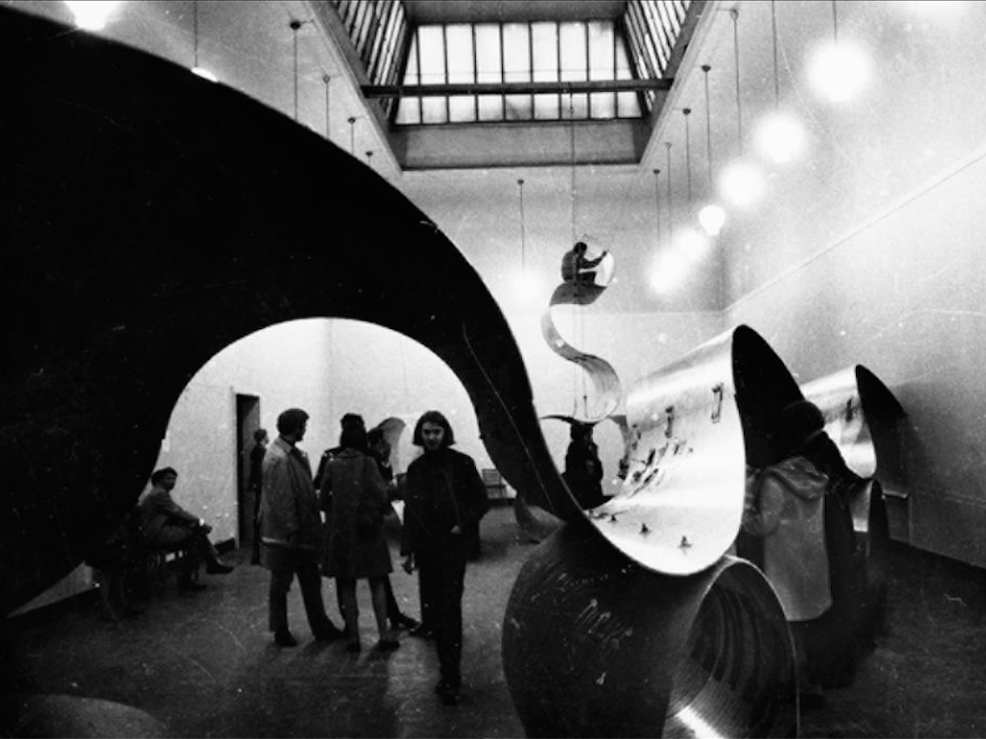
Kunstnernes Hus el 1969

Kunstnernes Hus és una galeria d'art d'Oslo, Noruega. És la galeria més gran de Noruega i, sota la direcció dels artistes, ha servit com un important centre d'exposicions d'art contemporani noruec i internacional. També és un destacat exemple d'arquitectura funcionalista i seu de l'Oficina d'Art Contemporani de Noruega. L'edifici està situat al carrer Wergelandsveien 17, enfront del parc del Palau Reial.